# Реторбідо
Реторбідо (італ. Retorbido) — муніципалітет в Італії, у регіоні Ломбардія, провінція Павія.
Реторбідо розташоване на відстані близько 440 км на північний захід від Рима, 60 км на південь від Мілана, 28 км на південь від Павії.
Населення — 1561 особа (2014).

## Демографія
Населення за роками:

Станом на 1 січня 2023 року в муніципалітеті офіційно проживало 140 іноземців з 22 країн, серед них 71 громадянин країн Євросоюзу та 16 громадян України.

## Сусідні муніципалітети
- Кодевілла
- Риванаццано
- Рокка-Сузелла
- Торрацца-Косте
- Вогера